# Жеан Ле Рой
Жеан Ле Рой (фр. Jéhan Le Roy, 5 листопада 1923 — 17 серпня 1992) — французький вершник.
Бронзовий призер Олімпійських Ігор 1960 року в командному триборстві, учасник 1964 року.
Бронзовий призер Чемпіонату Європи з кінного триборства 1959 року в командному триборстві.